# Coptocephala kabakovi
Coptocephala kabakovi es un coleóptero de la familia Chrysomelidae.
Fue descrita científicamente en 1978 por Medvedev.